# William Courtenay (arcivescovo)
William Courtenay (Exminster, 1342 – Maidstone, 31 luglio 1396) è stato un arcivescovo cattolico inglese.

## Biografia
Figlio di Hugh de Courtenay, II conte di Devon, William Courtenay nacque intorno al 1342, forse nella tenuta di famiglia ad Exminster; il suo bisnonno materno era Edoardo I d'Inghilterra. Studiò legge al Stapledon Hall dell'Università di Oxford, di cui divenne chancellor nel 1367. Fu consacrato vescovo di Hereford il 17 marzo 1370 e poi traslato a Londra il 12 settembre 1375. Nel settembre 1378 papa Urbano VIII gli offrì il cardinalato, ma Courtenay declinò l'offerta. Il 30 luglio 1381 succedette a Simon Sudbury come arcivescovo di Canterbury.
Altrettanto felice fu la sua ascesa politica, favorita da Edoardo III e poi Riccardo II, di cui celebrò le nozze con Anna di Boemia nel 1382; l'anno precedente era stato nominato Lord cancelliere, incarico che svolse brevemente tra agosto e novembre. Mantenne a lungo il favore del re opponendosi a Giovanni Plantageneto, I duca di Lancaster, ma negli ultimi anni del regno criticò pubblicamente il monarca per lo stile di vita stravagante, tanto da dover rifugiarsi per un certo tempo in Devon per evitare le ire reali. Fu agguerrito oppositore dei lollardi, di cui chiese l'imprigionamento al vescovo di Oxford, e lottò tenacemente per i diritti della Chiesa inglese.
Morì a Maidstone nel 1396 e fu sepolto nella Cattedrale di Canterbury.

## Successione apostolica
La successione apostolica è:
- Arcivescovo John Colton (1383)
- Vescovo Thomas Rushook, O.P. (1383)
- Vescovo Walter Skirlawe (1386)
- Vescovo Richard Metford (1390)
- Vescovo Alexander Bache (1390)
- Vescovo Edmund Stafford (1395)